# 無タン
無瞫（むたん、生没年不詳）は、呉越春秋に記録された越の第12代君主。夫譚の父、勾践の曽祖父。